# Jean-Marie Masse
Pour les articles homonymes, voir Masse (homonymie).
Jean-Marie Masse est un musicien, producteur et animateur français né à Limoges le 22 mai 1921 et mort dans la même ville le 17 octobre 2015. Fondateur du Hot Club de Limoges, il fait de Limoges un bastion du jazz traditionnel.

## Biographie

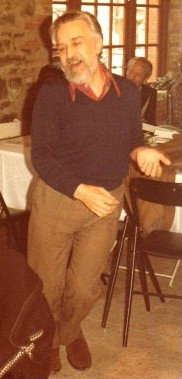
Jean-Marie Masse en 1978.

Jean-Marie Masse est né à Limoges le 22 mai 1921.
Au printemps 1938, Jean-Marie Masse a tout juste 17 ans quand il découvre la musique de jazz grâce à Roger Blanc qui fut un des premiers fans français de jazz dès la fin des années 1920 et qui le mit en relation avec Hugues Panassié en 1940. 
Dès 1941, Jean-Marie Masse fait des conférences-auditions publiques sur le jazz, tout en débutant une courte carrière de peintre, Masse étant un disciple de Pierre Parot artiste réputé à Limoges. Il fait alors des expositions à Marseille, Toulouse et Limoges. 
En 1948, il organise le premier concert d’un grand jazzman à Limoges, Rex Stewart. La même année il fonde le Hot Club de Limoges, abandonne la peinture pour devenir batteur professionnel et animateur de Radio-France-Limoges. 
De 1948 à sa mort, il organise des centaines de manifestations dans sa ville qui, grâce à lui, voit défiler plus de 1 000 musiciens, dont les grands noms du jazz, du blues et du gospel. Il est également à l’origine en 1989 de la radio Swing FM,. 
Il meurt à Limoges le 17 octobre 2015, léguant son importante collection de disques (15 000 disques sur tous supports, dont des enregistrements rares) et de documents (livres, photos) relatifs au jazz à la Ville de Limoges. 
Un hommage lui est consacré en 2015 dans le Bulletin du Hot Club de France.
Le 4 juin 2018, une plaque lui rendant hommage est dévoilée par Michel Leeb, grand amateur de jazz et Émile-Roger Lombertie, le maire de Limoges.

### Documentaires
Trois films ont été réalisés en 2017/2018 pour retracer la vie et l’œuvre de Jean-Marie Masse, par les cinéastes Dilip et Dominique Varma :
- Swingtime in Limousin (75 min) (ce film a obtenu le 2e prix au New York Jazz Film Festival 26 août 2018[17])
- Willie Smith The Lion in Limousin (13 min 50 s)
- Jean-Marie Masse et sa peinture Jazz (19 min 15 s).